# 岡本金太郎
岡本 金太郎（おかもと きんたろう、1860年6月8日（万延元年4月19日） - 1926年（大正15年）3月22日）は、日本の政治家、衆議院議員（1期）。

## 経歴
島根県出身。1887年、東京専門学校卒。山陰新聞社長、島根県会議員、松江市会議員となる。
1904年の第9回衆議院議員総選挙において松江市選挙区から無名倶楽部公認で立候補して当選する。猶興会に入り、1908年の第10回衆議院議員総選挙で落選した。1926年死去。